# King Sound
King Sound is een grote baai in het noorden van West-Australië.

## Geschiedenis
Ten tijde van de Europese kolonisatie leefden de Ongkarango, Nimanburu, Njulnjul en Warwa Aborigines langs de King Sound.
De eerste Europeaan die de baai bezocht was William Dampier in 1688 aan boord van het schip Cygnet. Phillip Parker King verkende de kustlijn in 1821. King Sound is naar hem vernoemd. In 1838 deden John Lort Stokes en John Clements Wickham aan boord van de HMS Beagle de baai aan. In de jaren 1880 was er sprake van een kortstondige goldrush in de streek.

## Beschrijving
De King Sound is een baai in het verlengde van de rivier de Fitzroy, een van de grootste rivieren van Australië. De baai is 120 kilometer lang, gemiddeld 50 kilometer breed en gaat over in de Indische Oceaan.
Het havenstadje Derby ligt aan de monding van de Fitzroy, op de oostkust van de King Sound. De baai is onderhevig aan het grootste getijdenverschil van Australië en aan een der grootste getijdenverschillen van de wereld. Nabij Derby werd een getijdenverschil van 11,8 meter geregistreerd. Sinds 2013 wordt de mogelijkheid om er een getijdenenergiecentrale te bouwen met goedkeuring van de overheid bestudeerd.
De deltamonding van de Fitzroy is een van de grootste aan getijden onderhevige rivierdelta's ter wereld. De rivierdelta is vrij uniek omdat er 11 mangrovesoorten groeien.
Naast de Fitzroy monden ook nog de Lennard, de May, de Meda en de Robinson in de baai uit.
De King Sound wordt in het oosten begrensd door de eilanden van de Buccaneer Archipelago en in het westen door kaap Levêque.
De baai ligt in de mariene ecoregio Bonapartekust.